# Geschichte der Kölner Straßenbahn
Dieser Artikel behandelt die Geschichte der Kölner Straßenbahn einschließlich der Vorortbahnen, der heutigen Stadtbahn Köln.

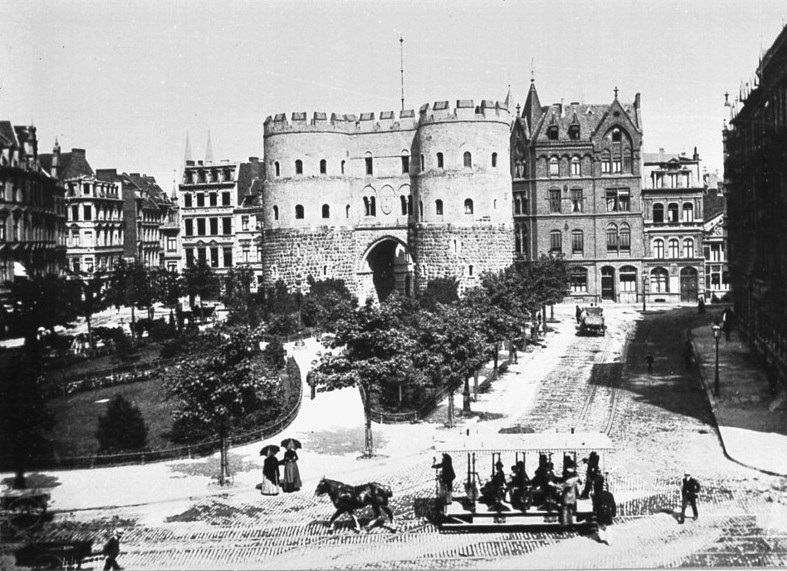
Pferdebahn an der Hahnentorburg (um 1890)

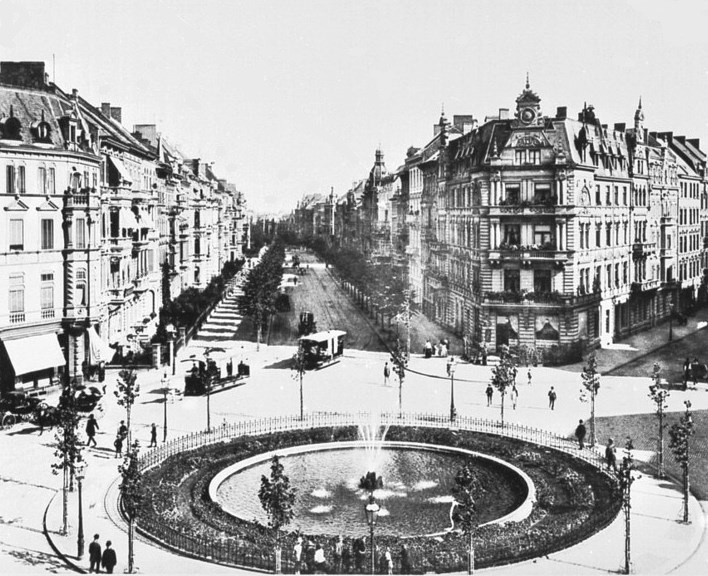
Pferdebahn am Barbarossaplatz (um 1890)

## Entstehungsgeschichte

Plan Köln und Deutz 1888, Ausschnitt mit Linien der Pferdebahn

Plan Köln und Deutz 1888, Ausschnitt mit Linien der Pferdebahn Köln und Deutz

### Pferdebahn
Seit dem 22. Juni 1865 fuhr mit der Berliner Pferde-Eisenbahn die erste deutsche Pferdebahn von Berlin nach Charlottenburg. Die Stadt Köln war daran interessiert, zunächst außerhalb des Stadtkerns ebenfalls eine Pferdebahn („Päädsbahn“) in Betrieb zu nehmen.

#### Hardt-Bahn
Die ersten Verhandlungen über eine Konzessionierung von Straßenbahnen in Köln begannen im Jahr 1871. Der mit belgischen Kapitalgebern in Kontakt stehende Kölner Weinhändler und Konsul von Peru Ernst Hardt (* 22. September 1837 in Köln, † 7. August 1898 ebenda) beantragte 1875 die Anlage einer Pferdebahn von Ehrenfeld nach Nippes. Er gründete am 5. September 1876 die Betreibergesellschaft E. Hardt & Co., deren Kommanditkapital zu 80 % aus Belgien stammte. Hardt schloss am 15. März 1877 mit der Königlichen Regierung einen Vertrag über den Bau einer Pferdebahnlinie in den damals noch nicht eingemeindeten Vororten Deutz/Kalk, Ehrenfeld und Nippes ab. Er übertrug seine vertraglichen Rechte auf die Betreibergesellschaft E. Hardt & Co. Zunächst ließ die Stadt nur Vorortbahnen zu, weil sie befürchtete, dass die engen innerstädtischen Gassen diesem Verkehrsmittel nicht gewachsen seien. Die Wagen wurden von der Ehrenfelder Waggonfabrik Herbrand hergestellt, bei Gründung standen 106 Wagen und 274 Pferde zur Verfügung. Bei einem Gewicht von 5,3 Tonnen boten die Wagen 16 Sitzplätze im Innern des Wagens und 14 Stehplätze auf den Plattformen. Zum Personal gehörte der Kutscher vorn an der Bremskurbel und der Schaffner auf der hinteren befestigten Plattform, dem Perron. Zwei Drittel der Wagen hatten einen geschlossenen Wagenkasten und vorn und hinten eine offene Plattform. Ein Drittel der Wagen waren Sommerwagen mit offenen Abteilen und längsseits durchgehenden Trittbrettern.
Als erste wurde am 28. April 1877 die Linie Deutz – Kalk eröffnet, am 8. Oktober 1879 die Linie von Nippes zur Flora. Am 25. Mai 1882 wurde der Betrieb auf der Strecke Dom – Zuckerberg – Zoo aufgenommen. Das Hauptdepot und die Direktion der schnell wachsenden Pferdebahnen befanden sich in der Weißbüttengasse.

Sommerwagen der Kölner Pferdebahn um 1890

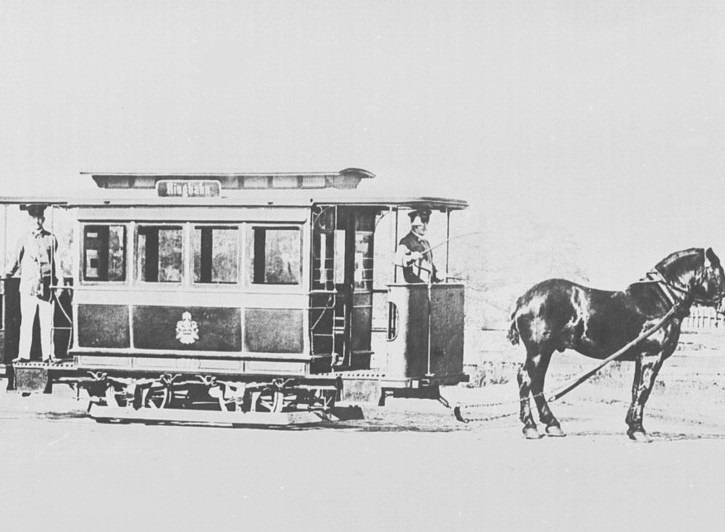
Pferdebahn - Ringbahn (um 1895)

Auszug 1908 Fahrplan der Bahnen der Stadt Cöln

Im Jahr 1885 erhielt die Villenkolonie Köln-Marienburg eine Verkehrsanbindung durch die auf der Bonner Straße bis Arnoldshöhe verlaufende Pferdebahn. Der Betrieb der „Ringbahn“ begann am 14. April 1889 zwischen Riehler Straße und Flora und führte von dort aus über die Kölner Ringe. Am 19. Mai 1889 eröffnete der Nordbahnhof der Kölnischen Straßenbahngesellschaft in der Riehler Straße Nr. 200 (zwischen Riehler Straße und Oberländer Ufer) und bot Platz für 115 Pferde und 61 Wagen. Die Venloer Straße war nach Meinung der Fuhrunternehmer die am stärksten befahrene Straße in und um Köln; hier fuhren Landfuhrwerke, Ziegel-, Kohle-, Eisen- und Bleifuhrwerke. Auf der Venloer Straße, wo in Nr. 427 die Waggonfabrik Herbrand ihren Unternehmenssitz hatte, verkehrte ab 31. Oktober 1891 eine Pferdebahnlinie zum Heumarkt.

#### Konkurrenz
Nach einer städtischen Ausschreibung erhielt der Brüsseler Frédéric de la Hault (* 15. Februar 1826 in Antwerpen, † 24. Juli 1882 in Brüssel) am 29. Juli 1879 einen Vertrag für Pferdebahnen in der Innenstadt („engere Rundbahn“) mit der Linienführung Dom – Heumarkt – Waidmarkt – Blaubach – Rotgerberbach – Mauritiussteinweg – St.-Apern-Straße – Zeughausstraße – Komödienstraße – Trankgasse. Es folgte die für den Kölner Ausflugsverkehr bedeutsam gewordene Pferdebahnlinie vom Dom am Rheinufer entlang zum Zuckerberg bis zum Zoologischen Garten.

#### Fusion
Beide konkurrierenden Betreiber, die die Fahrpläne nicht miteinander abstimmten, verschmolzen – kurz vor de la Haults Tod – am 3. Juni 1882 zur Aktiengesellschaft Société Anonyme de Tramways de Cologne mit Sitz in Brüssel und Domizil in Köln, die weiterhin vorwiegend auf belgischem Kapital beruhte. Die Stadt selbst sprach von der Cölnischen Straßenbahn-Gesellschaft. Diese erhielt am 19. Juli 1882 einen neuen Vertrag von der Stadt, als das Betriebsnetz der Firma Hardt bereits 40 Kilometer umfasste. Er sah unter anderem eine Pferdebahnlinie von der Stadtgrenze über die Neusser Straße und den Eigelstein bis zur Allerheiligenstraße vor. Der am 19. Juli 1882 abgeschlossene Vertrag umfasste zehn Pferdebahnlinien:
- Stadtgrenze – Todten Juden – Severinstraße – Waidmarkt
- Stadtgrenze – Zülpicher Straße – Neues Weyertor – Blaubach
- Stadtgrenze – Aachener Straße – Hahnentorburg – Hahnenstraße – Im Laach – Neumarkt
- Stadtgrenze – Friesenstor – St.-Apern-Straße
- Stadtgrenze – Neusser Straße – Eigelsteintor – Eigelstein bis Allerheiligenstraße
- Stadtgrenze – Mülheimer Weg – Eigelstein
- Stadtgrenze – Mülheimer Weg – westlich und südlich des ehemaligen Rheinischen Bahnhofs – Am Thürmchen – Trankgasse – Frankenplatz
- Trankgasse – Frankenturm – Bollwerk
- Waidmarkt – Mühlenbach – Malzmühle – Malzbüchel – Ostseite Heumarkt – Unter Käster – Alter Markt – Zollstraße – Bollwerk – Bischofsgartengasse – Frankenplatz
- Linie der engeren Rundbahn

Der stetige Streckenbau führte 1891 zu einer Streckenlänge von 50,4 km, 1895 waren es 57,8 km, im Jahr 1899 bereits 62,8 km. Im Jahr 1899 zogen 765 Pferde 341 Wagen, die 27 Millionen Fahrgäste beförderten. Die Gesamteinnahmen erhöhten sich von 1,14 Millionen auf 3,1 Millionen Mark. Die ebenfalls von der Firma E. Hardt & Co. im Jahr 1880 eröffnete und bis September 1903 betriebene Pferdebahn zwischen der Stadt Mülheim am Rhein und Deutz beförderte 1885 insgesamt 390.831 und 1900 bereits 815.726 Personen.
Der Fahrpreis betrug zunächst 25 Pfennig, wurde aber 1895 auf 15 Pfennig heruntergesetzt, nachdem die Lokalschifffahrt Mülheim–Köln (das Müllemer Bötchen) ihren Tarif ermäßigt hatte.

## Omnibus

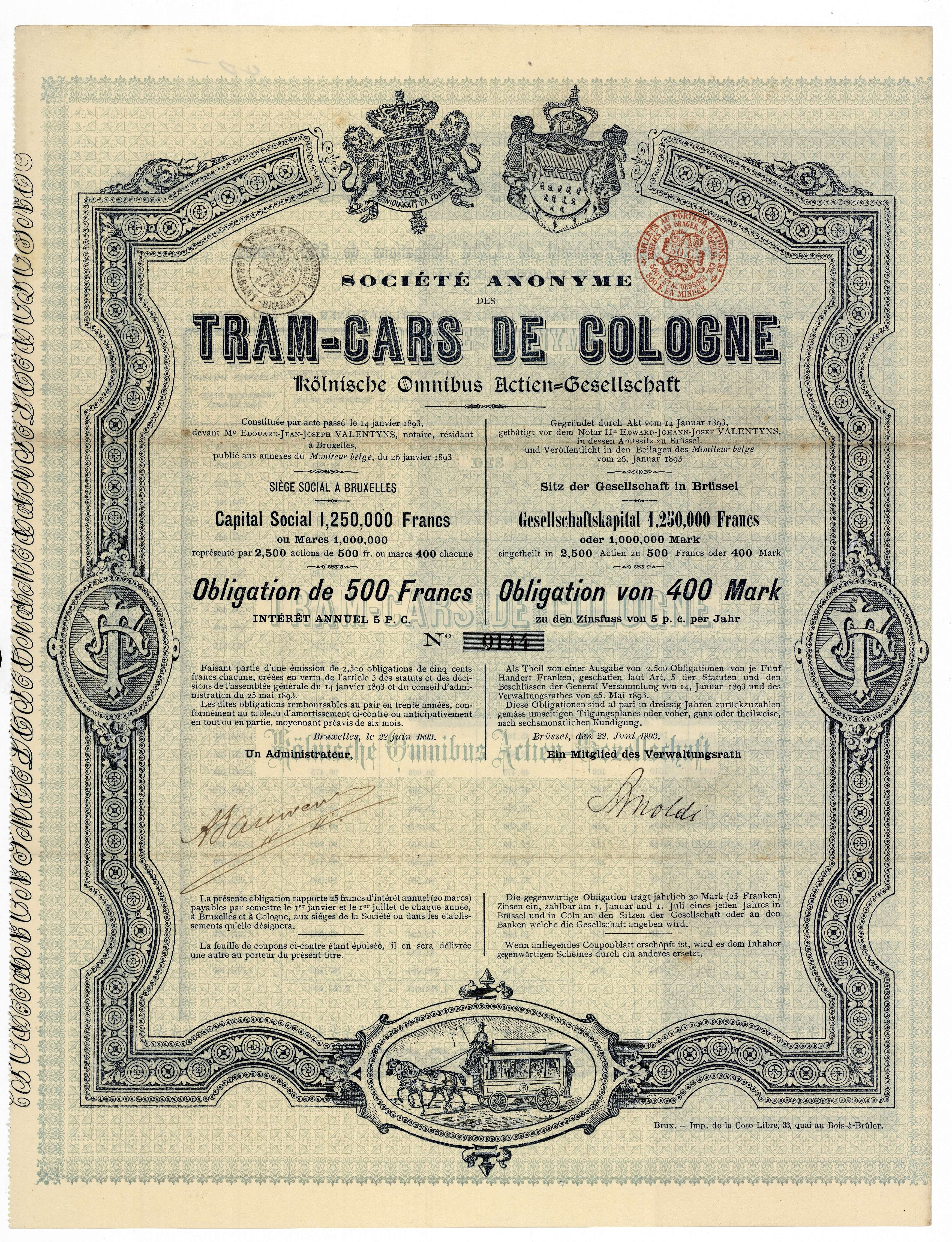
Obligation über 400 Mark der Kölnischen Omnibus AG vom 22. Juni 1893

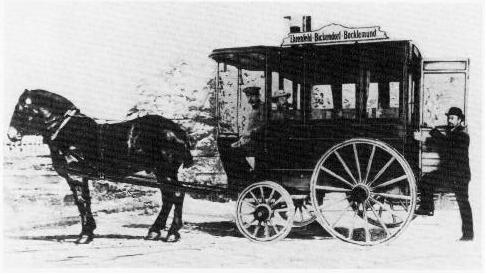
Pferde-Omnibus um 1890 - Ehrenfeld-Bickendorf-Bocklemünd

Noch um die Mitte des 19. Jahrhunderts wurde der Personenverkehr zu einem großen Teil von Schnell- und Fahrposten (posten=Post) abgewickelt, die überwiegend dem Fernverkehr dienten. In Köln wurden in der näheren Umgebung von Pferden gezogene Omnibusse und Droschken eingesetzt, die zwischen den einzelnen Eisenbahnstationen und Schiffsanlegestellen verschiedene Vororte bedienten.
Diese damals betriebenen Pferdeomnibuslinien konnten sich wegen fehlender Rentabilität nicht lange gegenüber den „Päädsbahnwagen“ behaupten. Im Fahrzeugpark einer Cölner Omnibuslinie befand sich ein Decksitzwagen, der nur bei gutem Wetter ausgelastet war. Bereits am 28. Dezember 1864 hatte die Cölner Omnibusgesellschaft eine regelmäßige Fahrt mit drei Wagen von Mülheim nach Deutz eingerichtet.

Omnibus in Köln 1928

Im Jahr 1925 wurde in Köln der Betrieb mit Kraftomnibussen nach der Gründung der Straßen-Omnibus-Gesellschaft mbH eröffnet. Der Omnibusbetrieb sollte nun zusätzliche Verbindungen zwischen den einzelnen Stadtteilen oder Anschlüsse an die Straßen- und Vorortbahnen herstellen.

## Elektrische Bahn / Elektrifizierte Straßenbahn
Dass der elektrische Betrieb der Bahnen in Köln später als in anderen Städten eingeführt wurde, lag hauptsächlich daran, dass die Stadt Köln mit dem Betreiber der Pferdebahn langfristige Verträge teilweise bis 1924 abgeschlossen hatte. Die Stadt Köln war daran interessiert, den Anschluss an die ständig fortschreitende Technik der elektrischen Bahnen zu unterstützen, durfte aber nur dort elektrische Bahnen betreiben, wo keine Konkurrenz zu den Strecken der Pferdebahn bestand und hätte so auf gewinnbringende Linien verzichten müssen. Die Gesellschaft war wiederum auf die Konzession der Stadt angewiesen.

### Bis 1918

Die erste Elektrische in Köln

Am 1. Januar 1900 erwarb die Stadt das Unternehmen zu einem Preis von 19,995 Millionen Mark (davon 14,5 Millionen Mark für die nicht mehr nutzbaren Konzessionen, 5,4 Millionen Mark für Betriebsmittel) und benannte es Bahnen der Stadt Cöln, am 1. April 1900 übernahm die Stadt auch den Betrieb des Netzes. Der städtische Baurat und Beigeordnete Peter Scheidtweiler (* 24. Februar 1857 in Köln, † 21. Juni 1912 ebenda) sorgte vom 31. Mai 1900 bis zum 15. November 1903 als Beigeordneter der Stadt und Dezernent für Bahnen, Gas-, Wasser- und Elektrizitätswerke für eine Umwandlung und Erweiterung des Bahnnetzes, insbesondere der Vorortbahnen. Nach ihm ist die Scheidtweilerstraße – dem Sitz der heutigen KVB-Hauptverwaltung – benannt und nicht nach dem Ort Scheidtweiler. Der Baurat Scheidtweiler wechselte 1903 zur Gutehoffnungshütte. Am 15. Oktober 1901 fuhr die erste „Elektrische“ auf Teilstrecken des Ringes und auf der Uferstrecke zwischen Dom und Zoo. Ab dem 14. September 1902 führte eine elektrische Straßenbahn über die Venloer Straße ab Heliosstraße in Richtung Osten. Seitdem wurde die Umstellung auf die „Elektrische“ zügig vorangetrieben und im Wesentlichen bis 1903 mit einem Kostenaufwand von 14 Millionen Mark abgeschlossen. Der letzte Pferdebahnbetrieb lief noch bis zum 22. Mai 1907 auf der Strecke Nippes–Flora. Bis Februar 1903 waren sämtliche Pferdebahnlinien mit Ausnahme der Linie über die Florastraße auf elektrischen Betrieb umgestellt. Ende 1904 standen bereits 238 Triebwagen zur Verfügung, geliefert von den Waggonfabriken van der Zypen & Charlier, Herbrand & Co, Falkenried und Uerdingen. Bei den Wagen war der Aufwand gering, denn die für den Umbau geeigneten Pferdebahnwagen bekamen Kupplungen, elektrische Bremsen und elektrische Beleuchtung.
1908 wurden 358 Triebwagen mit einem Eigengewicht von ca. 10 Tonnen eingesetzt, die bei einer Länge von 8 und einer Breite von 2,05 Metern 16 Sitzplätze auf Längsbänken und 17 Stehplätze auf den Perrons boten. Die Triebwagen erreichten mit je zwei Elektromotoren von je ca. 25 PS je nach Strecke eine zugelassene Höchstgeschwindigkeit von 8 bis 25 km/h. Neuere Triebwagen waren 1906 mit zwei 25-PS-Motoren, 1913 mit zwei 41-PS-Motoren ausgestattet. Bis zum Jahr 1913 waren etwa 455 Triebwagen und 524 Beiwagen im Einsatz. Der Achsstand stieg von anfangs 1,7 m über 1,8 bis auf 2,5 m im Jahr 1914 und auf 3 m im Jahr 1917.
Während des Ersten Weltkriegs wurden mit der Straßenbahn auch Gütertransporte durchgeführt, denn sowohl Kutschpferde als auch Lastkraftwagen befanden sich an der Front. So transportierte die Straßenbahn Briketts und Lebensmittel für die Wohnbevölkerung und ebenso Waffen und Munition aus Fabriken und Kasernen zu den Bahnhöfen und den Festungsanlagen am Stadtrand. Dazu wurden in wenigen Monaten nach Kriegsbeginn etwa 50 Gleisanschlüsse mit einer Gesamtlänge von über 30 Kilometern gebaut. Auch Kriegsverwundete wurden in speziellen Anhängern von den Bahnhöfen zu den in der Stadt befindlichen Krankenhäusern transportiert.
Doch nicht nur Pferde und Lkw waren im Kriegseinsatz, sondern auch zahlreiche Beschäftigte der Straßenbahn. Daher wurden ab 1915 auch Frauen eingestellt, zunächst nur als Schaffnerinnen, ab 1916 auch als Fahrerinnen und noch etwas später auch in den Werkstätten. Da die Frauen jedoch bei gleicher Arbeit deutlich weniger verdienten und zudem auch noch weniger freie Tage bekamen als ihre männlichen Kollegen, kam es im Juni 1917 zu einem mehrtägigen Streik der bei der Straßenbahn beschäftigten Frauen. Das Ergebnis war eine Lohnerhöhung und mehr freie Tage.
Während des Ersten Weltkrieges wurde außerdem eine zweite feste Straßenbrücke als Ersatz für die 1822 eröffnete Deutzer Schiffsbrücke gebaut. So stand auch der Straßenbahn ein zweiter Übergang zur Verfügung, der zur Entlastung der Hohenzollernbrücke führen sollte. Kriegsbedingt konnte sie aber zunächst nur von der rechtsrheinischen Seite her angebunden werden.

### Von 1918 bis 1939
Das Ende des Krieges brachte für die Kölner Straßenbahn zunächst die Entlassung der weiblichen Beschäftigten. Denn da diese nur als Aushilfskräfte eingestellt waren, übernahmen nun die aus dem Krieg zurückkehrenden Männer wieder ihre Stellen. Da es während des Krieges fast keine Ersatzteile gab, wurden Fahrzeuge und Schienen stark verschlissen. Deshalb konnten nach dem Krieg viele Fahrzeuge nicht mehr in Betrieb genommen werden. Auch die britische Besatzungsarmee führte zu weiteren Aufwendungen: Die Briten verlangten den Bau von weiteren Strecken zu ihren Wohnquartieren und Kasernen, wobei die Angehörigen der Besatzungstruppen zu einem stark ermäßigten Fahrpreis fahren durften, der die Kosten nicht deckte.
Die Zwischenkriegszeit war in Köln nicht nur durch wirtschaftliche Not und hohe Arbeitslosigkeit geprägt, sondern auch durch einen sprunghaften Anstieg der Bevölkerungszahlen von 635.000 vor Kriegsbeginn auf über 750.000 im Jahr 1933. Dieses rasante Bevölkerungswachstum führte zum Bau zahlreicher neuer Wohnsiedlungen am Stadtrand, die schrittweise auch durch neue Straßenbahnstrecken (zum Beispiel die Gürtelstrecke) erschlossen wurden. Ebenso kam es zu Neuansiedlungen namhafter Industriebetriebe, wie z. B. der Ford-Werke nördlich von Niehl und dem Bau der Messehallen in Deutz, die einen Straßenbahnanschluss am Haupteingang bekamen. Auch ein großes Sportzentrum auf dem Gebiet der geschleiften Festungsanlagen wurde gebaut, wozu von der Eröffnung an auch ein Anschluss an das Straßenbahnnetz gehörte. Zu den ebenfalls geplanten Erweiterungen der Vorortbahnstrecken kam es hingegen nicht, abgesehen von einer kleinen Verlängerung der Linie O in Opladen, die dadurch Anschluss an die Überlandstraßenbahn von Opladen nach Ohligs bekam.
In der zweiten Hälfte der 1920er Jahre wurden auch konkrete Pläne für ein zukunftsfähiges Schnellbahnnetz, das in der Innenstadt in Tunneln geführt werden sollte, gefasst. Doch hielt man diese Strecken für nicht rentabel, so dass es bis zur ersten Kölner Tunnelstrecke noch 40 Jahre dauern sollte. Jedoch gab es bis in den Zweiten Weltkrieg hinein immer wieder Entwürfe für solche Tunnelstrecken.
Die erforderlichen Erweiterungen des Betriebs führten zum Bau einer neuen Hauptwerkstatt in Weidenpesch und zu neuen zeitgemäßen Betriebshöfen in Braunsfeld und Sülz, die alte Depots aus Pferdebahnzeiten ersetzten.
Eine weitere wichtige Erweiterung war die Eröffnung der Mülheimer Brücke als dritte Rheinüberquerung der Straßenbahn im Oktober 1929. Zusammen mit der Übernahme der Mülheimer Kleinbahnen 1933 konnte so die Anbindung der Vororte im rechtsrheinischen Norden und Osten stark verbessert werden.
Die nationalsozialistischen Ausbaupläne für Köln sahen eine fast 70 m breite Aufmarschstraße vom Rudolfplatz über Neumarkt und Heumarkt, die Deutzer Brücke bis zum geplanten „Gauforum“ in Deutz vor. Als eine der ersten dazu durchgeführten Baumaßnahmen wurde ab 1938 die Hahnenstraße zwischen Rudolfplatz und Neumarkt (Ost-West-Achse) auf etwa 30 Meter verbreitert. Auf dieser breiten Straßenverbindung wurden 1939 Straßenbahngleise verlegt. Die deutlich bessere Führung über die Ost-West-Achse hatte zur Folge, dass bisherige Strecken in engen Parallelstraßen aufgegeben und stillgelegt werden konnten; dies war teilweise auch Folge des zunehmenden Kraftverkehrs. Auch eigneten sich die neuen, längeren und breiteren, Straßenbahnwagen nicht mehr für die alten Strecken aus der Zeit der Pferdebahn.

### Zerstörung und Wiederaufbau im und nach dem Zweiten Weltkrieg
Wie bereits während des Ersten Weltkriegs wurden auch nun wieder Güter- und Verwundetentransporte mit der Straßenbahn durchgeführt. Und ebenso kam es wieder zur Einstellung von Frauen als Ersatz für die im Krieg befindlichen männlichen Beschäftigten. Doch reichte auch das nicht aus, da es für die Frauen zum Teil attraktivere Arbeitsplätze gab, zum Teil wurden sie zu kriegswichtigeren Beschäftigungen versetzt. So kam es ab Anfang des Jahres 1941 zum Einsatz von Zwangsarbeitern. Dies waren teils Kriegsgefangene, teils Zivilbeschäftigte aus dem besetzten Ausland.
Im Mai 1940 begannen die alliierten Luftangriffe auf Köln, die zunächst zu organisatorischen Maßnahmen führten: Linien, die das Stadtzentrum durchquerten, wurden getrennt, sodass es bei eventuellen Beschädigungen nicht zur Beeinträchtigung auf der ganzen Strecke kam. Auch begann man allmählich damit, die Triebwagen während der Nacht nicht alle in den Betriebshöfen, sondern auch in den Außenbezirken abzustellen. Dadurch sollte bei der Zerstörung eines Betriebshofs nicht der gesamte Fahrzeugbestand zerstört werden. Das war nötig, da bereits 1941 und 1942 die Betriebshöfe Ehrenfeld und Braunsfeld völlig und der Betriebshof Süd in Bayenthal teilweise zerstört wurden.
Dennoch führten die immer heftigeren Luftangriffe zu massiven Betriebseinschränkungen: Oberleitungen, für die Fahrstromversorgung notwendige Unterwerke und zahlreiche Trieb- und Beiwagen wurden zerstört. Auch die Gleise bekamen zahlreiche Bombentreffer ab, manche Strecken lagen unter dem Schutt zerstörter Häuser. Da Fahrleitungen meist an Hausfassaden aufgehängt waren, mussten an vielen Stellen provisorische Masten errichtet werden. Um den Fahrzeugmangel zu lindern, wurden von der Wehrmacht Straßenbahnfahrzeuge und Omnibusse im besetzten Ausland beschlagnahmt und nach Deutschland transportiert, auch nach Köln.
Trotzdem gelang die Aufrechterhaltung des Betriebs nicht immer. Manche Strecken konnten erst nach mehrwöchiger Reparatur wieder in Betrieb genommen werden, andere vorerst gar nicht. Auf manchen Abschnitten mussten die Wagen mangels Oberleitung zeitweise von Diesellokomotiven gezogen werden. Vom Sommer 1944 an wurden viele Strecken in der Innenstadt nicht mehr bedient und mit der Zerstörung der Mülheimer Brücke im Oktober 1944 gab es nur noch einen fragmentarischen Betrieb.
Im linksrheinischen Köln fuhren die letzten Züge im Januar 1945, rechtsrheinisch gab es auf einigen Abschnitten der Vorortbahnstrecken noch vereinzelte Fahrten bis April 1945.
Als das linksrheinische Köln im März 1945 von amerikanischen Truppen besetzt wurde, zog man Bilanz: Von den etwa 550 Triebwagen bei Kriegsbeginn waren nur noch 18 fahrbereit, ein Großteil der Strecken war von Schutt bedeckt und die meisten Fahrleitungen hingen nicht mehr. In den folgenden Monaten wurde der Betrieb etappenweise wieder aufgenommen. Auf einigen rechtsrheinischen Vorortstrecken gab es nur eine Unterbrechung von wenigen Tagen, während die ersten Züge im erheblich stärker zerstörten linksrheinischen Köln erst im Juni 1945 wieder fuhren. Im September 1945 war wieder ein durchgehender Nord-Süd-Betrieb von der Militärringstraße in Weidenpesch bis zur Arnoldshöhe in Marienburg möglich. Auch um die gewaltigen Trümmermengen auf Loren abzutransportieren, wurden die Gleise der Straßenbahn benutzt.
Im Frühjahr 1947 waren 75 % des Vorkriegsnetzes wieder befahrbar, doch fehlten noch die Rheinübergänge. Im Oktober 1948 wurde auf der wieder errichteten Deutzer Brücke eine erste Straßenbahnverbindung über den Rhein geschaffen, der auf der Mülheimer Brücke 1951 die zweite folgte. Der Straßenteil der Hohenzollernbrücke wurde jedoch nicht wieder aufgebaut, sodass hier keine Straßenbahn mehr verkehrte.
Während die Strecken in die Stadtteile außerhalb der die Altstadt umschließenden Ringstraße fast ausnahmslos wieder in Betrieb genommen wurden, blieb in der Innenstadt zunächst nur ein kleiner Teil des dichten Vorkriegsnetzes bestehen: Außer der Strecke auf der Ringstraße vom Ubierring bis zum Ebertplatz gab es eine Stichstrecke von der Christophstraße zum Hauptbahnhof und eine Strecke von der Deutzer Brücke über den Neumarkt zum Rudolfplatz. Letztere hatte einen Abzweig vom Neumarkt zum Zülpicher Platz und weiter nach Sülz. Diese Strecke existiert noch heute, jedoch mit etwas veränderter Gleisführung an den drei großen Plätzen Heumarkt, Neumarkt und Rudolfplatz. Die einzige durchgehende linksrheinische Nord-Süd-Verbindung außer der weit außerhalb liegenden Gürtelbahn war also die Strecke auf den Ringen, die mit dem steigenden Verkehrsaufkommen, auch dem anwachsenden Autoverkehr, mit dem sich die Straßenbahn die Ringstraße teilte, bald überlastet war. Daneben gab es die Trasse der Köln-Bonner Eisenbahnen, die am Rheinufer vom Hauptbahnhof unter der Deutzer Brücke hindurch bis Rodenkirchen und von dort nach Bonn führte. Die Umsteigemöglichkeiten zum Straßenbahn- und Vorortbahnnetz waren jedoch eingeschränkt und bestanden nur am Heumarkt und in der Südstadt zwischen Ubierring und Rodenkirchen.
Außerhalb des Stadtzentrums wurden nur folgende Strecken nicht wieder in Betrieb genommen. Die Strecken waren entweder nur wenige hundert Meter lang oder eine parallel verlaufende Strecke war nicht weit entfernt:
- Die Strecke auf der Kempener Straße nach Nippes
- Die Strecke auf der Berrenrather Straße in Sülz
- Die Stichstrecke zum Haupteingang der Messe in Deutz
- Die Vorortbahn nach Frechen (Linie F) verkehrte zwischen Innenstadt und Gürtel nicht mehr auf der Dürener Straße, sondern auf den Gleisen der Straßenbahn auf der Aachener Straße.

### Die 1950er Jahre
Zunächst einmal änderte sich zu Beginn des Jahrzehnts der Name: Aus den Bahnen der Stadt Köln wurden am 6. November 1950 die Kölner Verkehrs-Betriebe (KVB), die im November 1960 in eine Aktiengesellschaft umgewandelt wird.
Die Pläne für den Wiederaufbau Kölns machten sich die weitgehende Zerstörung der historischen Innenstadt zu Nutze. Eine autogerechte Stadt mit verbreiterten Zufahrtsstraßen zu Geschäften, Büros und dem Hauptbahnhof wurde geplant, doch nur zum Teil verwirklicht. Die Straßenbahn als öffentliches Verkehrsmittel spielte in diesen Plänen keine führende Rolle mehr. Vielmehr wurde der Busverkehr ausgebaut, da man meinte, mit einem dichten Busnetz und dem anwachsenden Individualverkehr auf die Straßenbahn an vielen Stellen, insbesondere im engmaschigen Straßennetz der innerstädtischen Wohn- und Geschäftsviertel verzichten zu können; stattdessen wurden nach und nach Hauptachsen ausgebaut, auf denen breitere Straßenbahnzüge als in der Vorkriegszeit eingesetzt werden konnten. Waren seit Beginn des Jahrhunderts zunächst die Rampe der Hohenzollernbrücke am Dom und seit der Eröffnung der Deutzer Brücke der Heumarkt der wichtigste Knotenpunkt im Straßenbahnnetz, so wurde nun der Neumarkt zum Hauptknoten ausgebaut, an dem fast alle Vorortlinien sowie viele Stadtlinien zusammentrafen. Auch ein O-Bus als ein für Köln neues Verkehrsmittel wurde von 1950 bis 1959 auf der Strecke Neumarkt–Rudolfplatz–Hohenlind getestet. Dieser ausgiebige Testbetrieb auf einer Linie mit einer kurzen Zweigstrecke zur Universität führte zu der Entscheidung, in Köln kein O-Bus-System einzuführen.
Das Straßenbahnnetz weist im Jahr 1952 folgende Linien auf:
Vorortbahnen
B0 Bensberg – Neumarkt
F0 Frechen – Rudolfplatz
G0 Bergisch Gladbach – Neumarkt
K0 Königsforst – Neumarkt
L0 Lövenich – Neumarkt
O0 Opladen – Ringe – Chlodwigplatz
P0 Porz-Zündorf – Neumarkt
S0 Schlebusch – Neumarkt
Stadtnetz
010 Bocklemünd – Friesenplatz – Rudolfplatz – Neumarkt – Merheim*
030 Bocklemünd – Friesenplatz – Höhenhaus
040 Escher Straße – Christophstraße – Dom/Hbf.
050 Ossendorf – Christophstraße – Dom/Hbf.*
070 Raderberg – Chlodwigplatz – Neumarkt
080 Müngersdorf – Rudolfplatz – Neumarkt
100 Mauenheim – Ebertplatz – Ringe – Rudolfplatz – Neumarkt
110 Bayenthal – Chlodwigplatz – Ringe – Ebertplatz – Weidenpesch
120 Zollstock – Barbarossaplatz – Ringe – Ebertplatz – Niehl*
130 Takuplatz – Gürtel – Neuenhöfer Allee*
140 Bickendorf – Friesenplatz – Ringe – Zoo – Riehl
150 Sülz – Zülpicher Platz – Ringe – Christophstraße – Dom/Hbf.
160 Rodenkirchen – Ringe – Mülheim*
190 Sülz – Zülpicher Platz – Neumarkt
200 Klettenberg – Zülpicher Platz – Neumarkt
210 Klettenberg – Zülpicher Platz – Ringe – Christophstraße – Dom/Hbf.
220 Dellbrück – Mülheim
250 Bhf. Mülheim – Buchheim – Neumarkt – Rudolfplatz – Müngersdorf
- Die mit einem Sternchen gekennzeichneten Strecken werden in Teilen bis heute mit derselben Liniennummer befahren.

Die Bevorzugung des Busses gegenüber der Straßenbahn in Bezug auf die Streckenkilometer und der teilweise prekäre Zustand zahlreicher Gleisanlagen führten in den 1950er Jahren zu Streckenstilllegungen im Stadt- und Vorortnetz. Im Einzelnen wurden stillgelegt:
- die Stichstrecke zum Schlachthof in Ehrenfeld (eingestellt am 24. Oktober 1955)[8]
- die (eingleisige) Strecke von Bayenthal zur Arnoldshöhe auf der Bonner Straße (eingestellt am 10. September 1951)[8]
- die Strecke Neusser Straße zum Nordfriedhof (eingestellt am 25. April 1955)[8]
- die Strecke vom Zoo nach Riehl (eingestellt am 4. Januar 1954)[8]
- die Strecke von Bayenthal nach Raderberg (eingestellt am 24. Oktober 1955)[8]
- die Vorortstrecke der Linie L von Junkersdorf bis Lövenich (eingestellt am 22. Oktober 1956)[8]
- die Vorortstrecke von Thielenbruch bis Bergisch Gladbach (Linie G) (eingestellt am 6. Mai 1957 bis Gronau und am 16. November 1958 bis Thielenbruch)[8]
- die Vorortstrecke von Mülheim über Leverkusen nach Opladen (Linie O) (eingestellt am 26. Oktober 1958)[8]
- der über die Stadtgrenze hinausführende Abschnitt der Vorortstrecke nach Schlebusch (Linie S) (eingestellt am 1. Mai 1958)[8]

Ein Grund für die Stilllegung vieler Vorortstrecken war die Weigerung der angrenzenden Kommunen, sich mit angemessenen Anteilen an der Modernisierung von Gleisen und Fahrzeugen zu beteiligen.
Jedoch gab es gegen Ende der 1950er Jahre auch erste Neuanlagen von Straßenbahnstrecken und verbesserte Streckenführungen. Die wichtigste Neuanlage war die Eröffnung der Severinsbrücke am 7. November 1959. Damit kam es 14 Jahre nach Kriegsende wieder zu einer dritten Rheinüberquerung für die Straßenbahn (bei der Hohenzollernbrücke vom Hauptbahnhof nach Köln-Deutz wurde nach dem Krieg nur der Eisenbahnteil wieder aufgebaut). Rechtsrheinisch wurden als Zufahrt zur neuen Rheinbrücke Gleise auf der bis dahin beschaulichen Allee des Gotenrings in Deutz verlegt; linksrheinisch gab es zwei Zufahrtsstrecken, eine vom Neumarkt über die Poststraße, eine zweite vom Barbarossaplatz über die Neue Weyerstraße. Da an dem Verbindungspunkt beider Zufahrtsstrecken am Rothgerberbach ein Gleisdreieck gebaut wurde, war auch die Verbindung Barbarossaplatz–Neumarkt möglich.
Eine weitere Neuanlage war die Streckenverlegung in Neuehrenfeld zwischen Gürtel und Iltisstraße auf der Nußbaumer Straße statt wie bisher über den Lenauplatz.
Des Weiteren wurden in den folgenden Jahren alle eingleisigen Abschnitte zweigleisig ausgebaut, alle Endstellen mit Wendeschleifen versehen, die Gleise so ausgebaut, dass durch Vergrößerung des Gleismittenabstandes eine größere Wagenbreite möglich war, und möglichst viele Streckenabschnitte auf eigenem Gleiskörper verlegt. Dieser Ausbau hatte bereits in den 1920er Jahren begonnen, und Mitte der 1960er Jahre war Köln europaweit die Stadt mit dem höchsten Anteil von Straßenbahngleisen auf eigenem Gleiskörper.
Doch blieben drei große Problembereiche in der Innenstadt bestehen: Erstens führte zum inmitten der engen Altstadt gelegenen Hauptbahnhof immer noch nur eine Stichstrecke; zweitens gab es nur eine Nord-Süd-Verbindung, die mit einer Zugfolge von einer Minute in der Hauptverkehrszeit an ihre Kapazitätsgrenze stieß, (sie führte über die Ringe, die den altstädtischen Bereich in einem Halbkreis umgeben); drittens sollten mittelfristig die beiden Strecken der Köln-Bonner Eisenbahnen (KBE), die Vorgebirgsbahn und die Rheinuferbahn, in das Straßenbahnnetz integriert werden um eine bessere Verknüpfung zu erreichen und die KBE-Strecken attraktiver zu machen.
Da bis Mitte des Jahrzehnts in Köln wie in vielen deutschen Großstädten die Zukunft der Straßenbahn mitunter auch grundsätzlich in Frage gestellt wurde, wurden nur relativ wenig neue Fahrzeuge angeschafft. Auch mussten die finanziellen Mittel für den Wiederaufbau der immer noch stark kriegszerstörten Stadt auf zahlreiche Bereiche (Verwaltungsgebäude, Schulen, Wohnhäuser) verteilt werden, sodass die Straßenbahn als ein Projekt unter vielen zu betrachten war. Nicht alle Ideen der Vorkriegszeit (darunter der Bau einer U-Bahn für die viertgrößte deutsche Stadt) kamen nun noch in Betracht, oft waren Übergangslösungen gefragt. So verkehrten außer 31 Triebwagen des Kriegsstraßenbahn- und Aufbauwagentyps, die von 1948 bis 1951 geliefert wurden, und 18 neuen Triebwagen für die Vorortbahnen, die zwischen 1953 und 1955 in Betrieb genommen wurden, in Köln nur Vorkriegs-Fahrzeuge.
Da jedoch 1960 der Betrieb von Fahrzeugen mit Holzaufbau aus Brandschutzgründen untersagt wurde, musste in wenigen Jahren ein Großteil des Wagenparks erneuert werden. Eine große Neuerung stellten die 80 im Jahr 1956 gelieferten Großraumwagen des Kölner Herstellers Westwaggon, die normalerweise in Doppeltraktion zum Einsatz kamen, dar. Dabei handelte es sich auch um die ersten Kölner Straßenbahnwagen mit einer Breite von 2,5 m. Da diese längeren und breiteren Fahrzeuge jedoch nicht alle Streckenabschnitte befahren konnten, wurden zwischen 1956 und 1958 nochmals 50 klassische zweiachsige Straßenbahnwagen mit Beiwagen beschafft. Gleichzeitig beschaffte man 26 vierachsige Gelenkwagen als erste Gelenkfahrzeuge Kölns. Nachdem sich die Gelenkwagen gut bewährten, wurden die Zweiachser schon 1960 ebenfalls zu Gelenkwagen umgebaut.
Des Weiteren wurden 1959/1960 weitere 40 größere und 2,5 m breite sechsachsige Gelenktriebwagen geliefert. Sie wurden schon nach fünf Jahren zu achtachsigen Fahrzeugen verlängert. Um Kosten zu sparen, erhielten diese Fahrzeuge überarbeitete Altmotoren, was ein Grund für ihre Außerdienststellung nach nur 17 Betriebsjahren war.

### Die 1960er Jahre: Auf dem Weg zur Stadtbahn
Der Ausbau der letzten Jahre ging auch im neuen Jahrzehnt weiter: 1961 wurde eine Neubaustrecke von Weidenpesch aus durch die Gartenstadt Nord bis nach Longerich eröffnet, die zehn Jahre später in U-Bahn-Trassierung bis Heimersdorf und Chorweiler verlängert wurde.
Am 16. Dezember 1962 wurde die Strecke zwischen den beiden größten rechtsrheinischen Stadtteilen, Deutz und Mülheim auf den Mittelstreifen des vierspurig ausgebauten Pfälzischen und Bergischen Rings verlegt. 1963 wurde die Gürtelstrecke im Norden von Neuehrenfeld bis Bilderstöckchen verlängert, wobei diese Neubaustrecke nur elf Jahre später der Hochbahntrasse weichen musste. Im Verlauf der Vorortstrecke nach Bensberg wurde am 17. November 1964 eine neutrassierte Strecke auf eigenem Gleiskörper zwischen Höhenberg, Bennoplatz und Höhenberg, Frankfurter Straße eröffnet. Sie ersetzte die straßenbündige Strecke auf der engen Olpener Straße in Höhenberg.
Seit August 1966 fuhren die ersten Züge ohne Schaffner, 1967 erfolgte die letzte Streckenneueröffnung der „Vor-Stadtbahn-Ära“: Von Weidenpesch aus wurde endlich ein unmittelbarer Straßenbahnanschluss zu Kölns größtem Arbeitgeber, den Ford-Werken in Niehl, geschaffen. Bis dahin mussten die letzten Kilometer bis zum Arbeitsplatz mit Bussen zurückgelegt werden. Drei Jahre später erfolgte eine nochmalige Verlängerung um 1,4 km von der Schleife Fordwerke, Ölhafen bis Merkenich. Eine weitere etwa 900 Meter lange Streckenverlängerung gab es in Ossendorf, wo das Kölner Gefängnis neu gebaut wurde. Die Linie 5 führte nun auf eigenem Gleiskörper entlang der Rochusstraße und der Vollzugsbeamtensiedlung neben der Haftanstalt bis zur Butzweiler Straße, wo außer der zweigleisigen Wendeschleife der Straßenbahn auch eine große Buswendeschleife für mehrere Linien angelegt wurde. Auch die Strecke der ehemaligen Vorortbahn nach Schlebusch wurde im Bereich Höhenhaus 1967 durch einen kreuzungsfrei in Troglage ausgebauten Abschnitt ersetzt.
Aber nicht nur bei den Strecken, sondern auch im Fahrzeugbereich tat sich etwas: Nachdem Westwaggon den Bau von Straßenbahnwagen eingestellt hatte, lieferte 1963/1964 der neue Hauslieferant DUEWAG 55 sechsachsige Gelenkwagen mit einer Wagenkastenbreite von 2,5 m. Doch schon 1964/1965 folgten von DUEWAG 37 Achtachser mit einer Länge von 30 m. Nachdem die Fahrzeuge sich auf den Stadt- und Vorortstrecken bewährt hatten, wurden weitere bestellt und die Sechsachser zu Achtachsern verlängert. Schließlich waren 200 dieser Fahrzeuge in Köln im Einsatz. Um alle Vorortlinien in das Stadtnetz integrieren zu können, mussten an den Endhaltestellen Wendeschleifen gebaut werden. Schließlich konnte 1969 mit der Linie F auch die letzte Vorortlinie in die Straßenbahnlinie 20 umgewandelt werden.
Die steigenden Personalkosten und der Arbeitskräftemangel der frühen 1960er Jahre führten zu weiteren Rationalisierungsmaßnahmen im Betrieb: Einen Monat vor der Betriebsaufnahme im ersten kurzen Tunnelabschnitt 1968 war Köln der erste Straßenbahnbetrieb in Westdeutschland, der keine Schaffner mehr einsetzte. Ein großer Teil der bisherigen Schaffner wurde zu Fahrern umgeschult, andere übernahmen Kontrollaufgaben. Der Verkauf von Fahrscheinen musste von den Fahrern übernommen werden, die aber durch eine zunehmende Zahl von Fahrkartenautomaten an den Haltestellen unterstützt wurden. Verkaufsautomaten in den Zügen hingegen wurde erst um 1980 eingeführt. Außerdem gab es zahlreiche Verkaufsstellen für Mehrfahrten-, Wochen- und Monatskarten bei Kiosken und Schreibwarenläden. Um den Verkauf der Fahrkarten zu vereinfachen, wurde eine neue Tarifstruktur eingeführt: Innerhalb des Stadtgebiets galt ein Einheitstarif, nur für das Überqueren der Stadtgrenze musste ein Zuschlag gezahlt werden. Ebenso wurden wieder Frauen im Fahrdienst eingestellt, was bis dahin nur während der beiden Weltkriege geschehen war.
Nachdem das drängende Problem der zweiten Nord-Süd-Verbindung über einige Jahre mit verschiedenen Streckenführungen diskutiert wurde (u. a. entlang der Nord-Süd-Fahrt, eines für den Kfz-Verkehr neugeschaffenen Durchbruchs durch den fast nur aus schmalen, gewundenen Straßen bestehenden altstädtischen Bereich der Innenstadt), beschloss der Kölner Stadtrat im Februar 1962 den Bau einer Tunnelstrecke von der Severinsbrücke bzw. dem Barbarossaplatz über den Neumarkt zum Friesenplatz bzw. über den Hauptbahnhof zum Ebertplatz. Doch sollte dies keine U-Bahn werden, wie man sie aus Berlin und Hamburg kannte, sondern eine Unterpflasterstraßenbahn, deren Tunnelabschnitte in weiteren Bauabschnitten verlängert werden konnten. Jenseits der Tunnelenden fuhr die Bahn an der Oberfläche weiter auf der Straße, teils inmitten des Kfz-Verkehrs, teils bevorzugt auf eigenem, vom Autoverkehr getrenntem Gleisbett. Die Finanzierungsmöglichkeiten erlaubten seinerzeit keinen kostenintensiven U-Bahn-Bau, der von Anfang an eine längere Stammstrecke erfordert hätte. Der Bau wurde 1963 begonnen, das erste Teilstück am 11. Oktober 1968 eröffnet (von Dom/Hauptbahnhof zum Friesenplatz mit zwei Tunnelstationen).
Dieses Modell zwischen Straßenbahn und U-Bahn wurde auch in zahlreichen anderen Städten nachgeahmt, insbesondere in den Großstädten Nordrhein-Westfalens, die eine ähnliche Verkehrsdichte wie Köln erlebten, aber auch im Ausland, so in Brüssel und Antwerpen. Erst die bayerische Landeshauptstadt München sollte in den 1970er Jahren als dritte Stadt in Deutschland ein klassisches U-Bahn-Netz aufbauen, gefolgt von Frankfurt am Main, das jedoch zunächst auch mit einem Mischsystem aus Tunnel- und Straßenbefahrung ins U-Bahn-Zeitalter startete.
Die weitere Entwicklung des Kölner Nahverkehrs findet sich unter Stadtbahn Köln.

## Vorortbahnen
Sowohl die Stadt Köln als auch der damalige preußische Minister für öffentliche Arbeiten stimmten überein, bessere Verbindungen der Vororte mit der Großstadt herzustellen und die wirtschaftlichen Beziehungen zu den Vororten zu verbessern. Schon Ende des 19. Jahrhunderts hatte sich Köln auch auf der rechten Rheinseite um Kleinbahnen bemüht. Geplant waren zu der Zeit Vorortbahnen in fast alle Richtungen: Rechtsrheinisch nach Porz mit Verlängerung nach Beuel, zum Königsforst und weiter bis Rösrath, bis Brück–Bensberg und Bergisch Gladbach sowie in Richtung Opladen und Schlebusch mit Weiterführung nach Solingen. Linksrheinisch in Planung war bereits eine Überlandstraßenbahn über Worringen bis Dormagen mit eventueller Verlängerung bis Neuss, weiter eine Linie Köln–Weiden–Lövenich–Ichendorf, sogar eine Städtebahn Köln–Düsseldorf, die gemeinsam mit zwei Berliner Elektrizitätsgesellschaften betrieben werden sollte. Da es zu dieser Zeit noch keine Tarifgemeinschaften mit der Staatsbahn gab, wurden viele solcher Strecken trotz der parallel betriebenen Eisenbahnstrecken geplant und errichtet.

Wagenserie 1913 Linie 16 Ubierring – Rudolfplatz – Zoologischer Garten – Flora

Bereits im Januar 1897 war den Städten Mülheim am Rhein und Bergisch Gladbach eine Genehmigung zum Bau und Betrieb einer Kleinbahn von Mülheim nach Herrenstrunden erteilt worden. Zunächst einigte man sich mit der Stadt Köln auf den Bau einer Rundbahn von Köln über Kalk nach Bensberg, weiter über Bergisch Gladbach und Mülheim zurück nach Köln. Das dafür gegründete Bahnkomitee sah sich aber vor neue Schwierigkeiten gestellt, als Bergisch Gladbach sich für eine Verbindung mit der Mülheimer Kleinbahn entschied. So blieben nur die Planungen für eine Linie in einer Meterspur Köln–Kalk–Bensberg bestehen, bis es der Stadt Köln gelang, die Beteiligten nach langem Streit von diesem Plan abzubringen.
Die Vorortbahnen benutzten seit 1902 beim Überqueren des Rheins die 1855–1859 erbaute Dombrücke. In den Jahren 1909 wurde die neue Eisenbahnbrücke und 1910 die daneben befindliche Straßenbrücke fertiggestellt. Die Vorortbahnen nach Königsforst, Brück–Bensberg, Bergisch Gladbach und Porz erhielten nach Errichtung der Hohenzollernbrücke auf der linksrheinischen Seite am Ende der Brückenrampe unterhalb des Domchores ihren Endhaltepunkt. Nach der Eröffnung der Deutzer Brücke als weiterem Rheinübergang und dem entsprechenden Ausbau der linksrheinischen Gleisanlagen wurde die Endstation dorthin verlegt. Die Linie O nach Opladen hingegen wurde nach der Übernahme der Mülheimer Kleinbahnen über die Mülheimer Brücke bis zum Ebertplatz in der Kölner Nordstadt, später zeitweise sogar bis zum Ubierring in der Kölner Südstadt geführt.

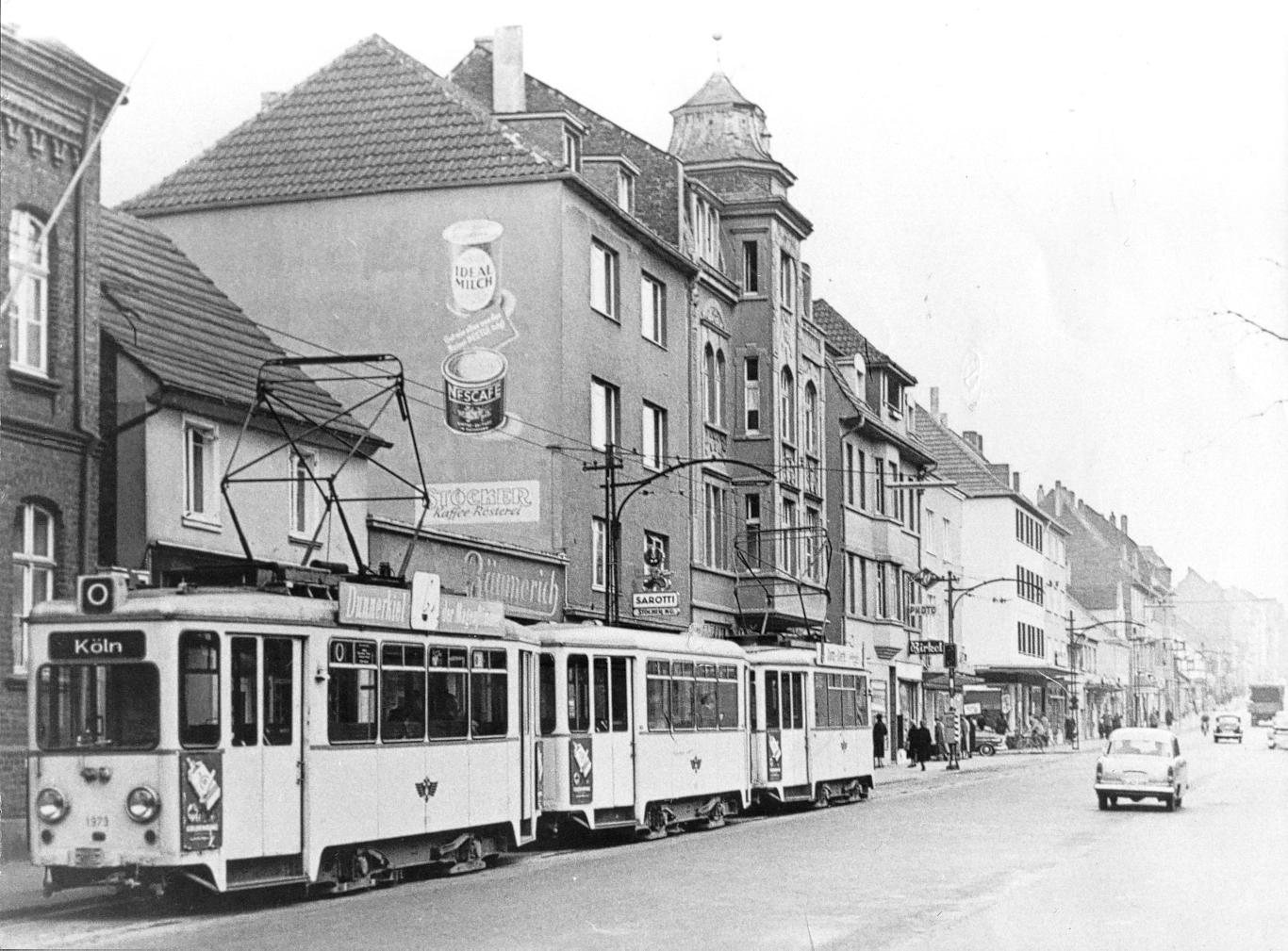
Die Linie O an der Endhaltestelle in Opladen, Kölner Straße (1957)

Die Vorortlinien unterschieden sich von den innerstädtischen Straßenbahnlinien durch größere, komfortabler eingerichtete Fahrzeuge, eine weiße Lackierung (im Gegensatz zu den zunächst dunkelgrünen Straßenbahnen) und die Bezeichnung mit Buchstaben. Die innerstädtischen Straßenbahnlinien hingegen wurden mit Ziffern bezeichnet. Zunächst wurden die Buchstaben in der Reihenfolge der Inbetriebnahme der Vorortlinien vergeben. Im Zuge der Übernahme der Mülheimer Kleinbahnen 1933 kam es zu einer grundlegenden Änderung: Nun bezeichnete der Anfangsbuchstabe des außerstädtischen Zielorts die Linie; so führte Linie B nach Bensberg, G nach (Bergisch) Gladbach, P nach Porz(–Zündorf), K zum Königsforst, L nach Lövenich, S nach Schlebusch und O nach Opladen. Die Linie nach Frechen(–Benzelrath) wurde schon vorher unter dem Kürzel F geführt. Obwohl die Strecke nach Rodenkirchen ebenfalls die Stadtgrenze überquerte, wurde sie nicht zu den Vorortbahnen gezählt, sondern galt immer als Stadtlinie mit einer Ziffer als Linienbezeichnung.
Von 1959 bis 1969 wurden die Vorortbahnen schrittweise in das Straßenbahnnetz integriert, sodass die Stadt durchquerende Linien gebildet wurden, während bis zum Zweiten Weltkrieg und in der Nachkriegszeit die meisten Linien der Vorortbahn von der innerstädtischen Endstation Heumarkt bzw. Neumarkt stadtauswärts führten. Die Linien wurden auch zunehmend mit den gleichen Fahrzeugen wie die innerstädtischen Linien befahren und schließlich in deren Nummernschema übernommen. Als letzte wurde die Linie F in 20 umbenannt; sie bildet heute (Stand 2017) zusammen mit der alten Vorortlinie P die Linie 7, die somit zwischen dem linksrheinischen, südwestlich von Köln gelegenen Frechen-Benzelrath und Porz-Zündorf im südlichen rechtsrheinischen Köln über den Neumarkt in der Kölner Stadtmitte pendelt.

### Vorortbahnlinie Köln – Rath – Königsforst
Die Linie A war die erste fertiggestellte Kölner Vorortbahn von der Brückenrampe am Fuß des Doms bis zum Königsforst. Sie nahm am 2. Januar 1904 ihren Betrieb zunächst bis Heumar auf. Am 17. April 1904 wurde die Linie stadtseitig bis zum Wallraf-Richartz-Museum verlängert und am 27. August 1904 bis zum Königsforst, einem beliebten Ausflugsziel. Nach der Überquerung des Rheins auf der Hohenzollernbrücke (22. Mai 1910 Neueröffnung nach Umbau) und der rechtsrheinischen Brückenrampe zur Urbanstraße nutzte sie bis Kalk zunächst die bestehenden Straßenzüge der Urbanstraße, Deutzer Freiheit, Düsseldorfer Straße (heute Graf-Geßler-Straße), Constantinstraße (damals Kalker Straße), Deutz-Kalker Straße und der Kalker Hauptstraße. An der Kalker Kapelle schwenkte sie nach Süden auf die Kapellenstraße ein und folgte dem Straßenverlauf über Vingst nach Ostheim. Auf eigenem Bahnkörper ging es weiter über Rath-Heumar bis zum Königsforst. An der Grenze von Kalk und Vingst (Kapellenstraße/Ecke Ostheimer Straße) befand sich ein niveaugleicher Übergang mit den Staatsbahngleisen. Die Überfahrungsbeschränkung dieses Hindernisses konnte erst am 8. Mai 1904 (nur sonntags) und ab 6. Juli 1904 (ständig) aufgehoben werden. Am 28. Juni 1907 wurde die Eisenbahntrasse höher gelegt, was eine kreuzungsfreie Streckenführung der Linie A durch eine Unterführung ermöglichte. Am 26. Mai 1909 wurde die Strecke in Deutz verlegt. Dort ermöglichte ein Straßendurchbruch von der Freiheitsstraße zur Deutz-Kalker Straße den direkten Fahrweg nach Kalk. Die umständliche Umfahrung über das Mülheimer Tor (heute die Kreuzung Opladener Straße / Deutz-Mülheimer Straße / Justinianstraße) zur damaligen Kalker Straße konnte eingestellt werden.
Am 22. Oktober 1922 wurde die stadtseitige Endstation zum Heumarkt verlegt. Dazu nutzte die Vorortbahn die am 15. Juli 1915 fertiggestellte Deutzer Hängebrücke. Am Königsforst wurde 1926 eine Wendeschleife mit Aufstellgleisen angelegt. Das hinderliche Umsetzen des Triebwagens konnte damit aufgehoben werden. Die bisherigen eingleisigen Streckenabschnitte zwischen Kalk/Kapelle und Vingst/Eisenbahnunterführung sowie Ostheim/Frankfurter Straße und Königsforst wurden in den Jahren 1928/1929 zweigleisig ausgebaut. Mit dem Winterfahrplan am 16. Oktober 1933 wurden die Vorortbahnlinien einheitlich mit dem Anfangsbuchstaben ihrer Endziele gekennzeichnet. Aus der Linie A wurde die Linie K. Die Schleifenanlage am Heumarkt erforderte durch Überlastung einen Umbau, der 1937 abgeschlossen wurde. Durch den Umbau der Hindenburgbrücke (die bis 1934 noch Deutzer Hängebrücke geheißen hatte) in den Jahren 1939/1940 wurde eine vorübergehende Umleitung über die Hohenzollernbrücke zu der stadtseitigen Endstelle Museum notwendig.
Die Bombenschäden an der Hindenburgbrücke vom Februar 1943 zwangen erneut dazu, den Linienverlauf über die Hohenzollernbrücke zum Museum zu verlegen. Diese Umleitung wurde am 5. August 1943 wieder aufgehoben. Weitere Bombenschäden in den Vororten ließen zeitweise nur einen Pendelverkehr zu. Mit dem Winterfahrplan vom 11. Oktober 1943 waren auch diese Einschränkungen vorbei. 1944 konnte auf der Linie K nur noch in Teilbereichen gefahren werden; die Überfahrung des Rheins über die Hindenburgbrücke war ohnehin ab Oktober 1944 nicht mehr gestattet.
Nach dem Krieg wurde der Betrieb abschnittsweise wieder aufgenommen. Ab 16. Juli 1945 fuhr die Linie vom Königsforst bis Ostheim/Frankfurter Straße, am 26. Juli 1945 bis Vingst/Heßhofstraße und ab 7. August 1945 über Kalk zum Betriebsbahnhof Deutz an der Deutz-Kalker Straße. Mit der Eröffnung der ersten linksrheinischen Straßenbahnlinie 1 von Deutz/Bahnhof nach Merheim, rechtsrheinisch am 4. März 1946 war auch der Weg der Vorortbahn ins Zentrum von Deutz wieder frei. Die Linie endete am Gotenring. Hierzu gab es eine Häuserblockschleife über die Constantinstraße und die Justinianstraße. Diese Umfahrung wurde am 1. Oktober 1947 wieder aufgegeben, nun fuhren die Züge der Linie K weiter auf der Deutz-Kalker Straße und der Deutzer Freiheit zur neuen Endstelle an der Siegburger Straße. Entscheidend für den rheinüberquerenden Straßen- und Vorortbahnverkehr war die Fertigstellung der Deutzer Brücke am 17. Oktober 1948. Die Linie K verkehrte von da an zwischen Lövenich und Königsforst. Damit war linksrheinisch über Aachener Straße – Rudolfplatz – Hahnenstraße – Neumarkt – Cäcilienstraße – Kleine Sandkaul – Gürzenichstraße – Heumarkt und rechtsrheinisch über die Mindener Straße sowie Constantinstraße die erste direkte Ost-West-Verbindung geschaffen. Der Streckenabschnitt durch die Deutzer Freiheit konnte dabei aufgegeben werden.
Allerdings hielt diese Verbindung nur eine Woche. Bereits am 25. Oktober 1948 endeten die Züge der Linie K wieder in der Kölner Innenstadt – nun war aber nicht der Heumarkt, sondern der Neumarkt Endhaltestelle. Der Engpass Gürzenichstraße – Kleine Sandkaul wurde am 5. Mai 1951 durch einen Straßendurchbruch im Zuge der Augustinerstraße ersetzt. Bei dieser Streckenführung blieb es im Wesentlichen bis heute. Der U-Bahn-Bau zwischen den heutigen Haltestellen Deutzer Freiheit und Vingst machte nur wenige Veränderungen der Streckenführung in den Bereichen Deutz und Kalk-Ost notwendig.
Inzwischen ist die ehemalige Vorortbahnlinie zur Stadtbahnlinie geworden. Die Umstellung begann bereits mit dem Winterfahrplan am 9. November 1959. Die Linie 8 verkehrte nun zwischen Junkersdorf über Neumarkt und Deutz nach Königsforst. Sie wurde im Streckenabschnitt Deutz bis Vingst durch die Linie 9 verstärkt. Die Linienwege der Linien 8 und 9 wurde durch den Fahrplanwechsel am 12. Juni 1967 zusammengelegt, und die Linie 19 führte von der Gartenstadt Nord (Longerich/Weidenpesch) über die Ringe und den Neumarkt sowie Deutz und Kalk zum Königsforst. Mit dem Fahrplanwechsel vom 19. Oktober 1970 benutzte die Linie 9 den Streckenverlauf der ehemaligen Vorortbahnstrecke. Damals führte sie von Longerich über Nippes–Ebertplatz–Dom/Hauptbahnhof–Neumarkt–Severinsbrücke–Deutz–Kalk–Vingst–Ostheim zum Königsforst. Der Streckenabschnitt Neumarkt–Heumarkt–Deutz–Kalk wurde seitdem durch die Line 1 (Sülz–Bensberg) und Linie 8 (Junkersdorf–Brück) bedient. Am 25. September 1994 wurden die Linien erneut umgestellt, seitdem führt die Linie 9 von Sülz über Neumarkt, Deutz, Kalk und Vingst zum Königsforst.

### Vorortbahnlinie Köln – Brück – Bensberg
Am 27. November 1906 verkehrte der erste Vorortzug der Linie B zwischen Köln und Brück, der bis Kalk dem Schienenweg der Königsforster Bahn folgte, über Höhenberg, Merheim bis Brück. Im Juli 1913 wurde die Strecke bis Bensberg auf 15 Kilometer verlängert. Eine weitere Verlängerung um wenige hundert Meter erfuhr die Strecke im Jahr 2000. Von der bisherigen Endhaltestelle wurde ein Tunnel bis zum neuen unterirdischen Kopfbahnhof im Herzen Bensbergs in Betrieb genommen. An dieser Endhaltestelle mit Busbahnhof und integrierter Tiefgarage endet heute die Stadtbahnlinie 1.

### Vorortbahnlinie Köln – Bergisch Gladbach
Am 12. Dezember 1906 wurden die ersten Fahrzeuge der Kleinbahn auf der Linie C von Köln über Buchheim, Holweide und Dellbrück nach Bergisch Gladbach eingesetzt; zwischen Mülheim und Holweide bestand eine Anschlussstrecke (Linie D). Ab Thielenbruch war die Strecke (bis auf Ausweichen) komplett eingleisig, ab Bergisch Gladbach-Gronau befand sich die Strecke zudem im Straßenplanum und endete in der oberen Hauptstraße in Höhe der evangelischen Gnadenkirche.
In den 1950er Jahren – jetzt Linie G – war die Strecke außerhalb Kölns stark sanierungsbedürftig. Da aber auch die Personenzüge der Eisenbahnstrecke Köln–Lindlar von Köln über die westlichen und südlichen Teile Bergisch Gladbachs verkehrten, wollte die Stadt Bergisch Gladbach nicht für die dringend nötige Streckensanierung der Kölner Vorortbahn aufkommen. Daraufhin verkehrten diese Züge einstweilen nur bis nach Bergisch Gladbach-Gronau, die Reststrecke in die Innenstadt wurde nicht mehr befahren. Ab 1958 endete die Strecke dann endgültig auf dem Kölner Stadtgebiet am Betriebshof Thielenbruch; der Abschnitt durch den Wald nach Bergisch Gladbach-Gronau wurde auf Busverkehr umgestellt, die Gleise entfernt. Die ehemalige Trasse bis Gronau kann heute als Fuß- und Radweg benutzt werden.

### Vorortbahnlinie Köln – Porz-Zündorf
Die elf Kilometer lange, elektrisch betriebene Kleinbahn, die am 15. April 1909 in Betrieb genommen wurde, führte nach Überqueren der Rheinbrücke über die Siegburger Straße nach Porz; diese Linie E (später P) wurde zwölf Jahre später um zwei Kilometer bis Zündorf verlängert. Von dort bestand die Möglichkeit, in die Kleinbahn nach Siegburg umzusteigen. Für einige Jahre fuhren auch einige Kölner Züge auf der Kleinbahnstrecke weiter bis Niederkassel. Die Bahn führte in Richtung Süden erst ab Poll einen unabhängigen Bahnkörper; die Strecke südlich von Poll war eisenbahnmäßig ausgebaut, hier bestand auf einem Abschnitt ein gemeinsamer Betrieb mit der städtischen Hafenbahn. Diese Bahn wurde eigens für den Güterverkehr der Chemischen Fabrik Kalk eingerichtet, neben Spezialwagen benutzte man für diese Strecke zwei Lokomotiven mit jeweils 2 × 50 PS und eine Akku-Lok. Die Bezeichnung P verschwand 1967.
Eine Verlängerung der Nachfolgelinie (Stadtbahnlinie 7) nach Süden in Richtung Bonn-Beuel wird derzeit erwogen (Stand 2024).

### Vorortbahn Köln – Weiden – Lövenich
Am 17. August 1912 nahm die Linie G auf der fast neun Kilometer langen Strecke, beginnend am Neumarkt, über die Gleise auf der Aachener Straße durch Weiden bis Lövenich ihren Betrieb auf. Allerdings waren nur die letzten Kilometer von Müngersdorf bis Lövenich ein Neubau, während bis Müngersdorf bereits ab 1886 die Pferdebahn verkehrte, die 1902 elektrifiziert wurde.
Der Betrieb auf dem Streckenabschnitt von Junkersdorf bis Lövenich wurde 1956 eingestellt. Über 40 Jahre später wurde 2002 die neu errichtete Strecke nach Weiden in Betrieb genommen, die 2006 bis an die Stadtgrenze verlängert wurde, wo es seitdem eine Umsteigemöglichkeit zur S-Bahn Köln (Strecke Köln–Düren) gibt.

### Eisenbahn Köln – Frechen-Benzelrath
Am 1. Januar 1904 übernahm die Stadt Köln von der Gemeinde Frechen die 1891 erbaute Köln-Frechen-Benzelrather Eisenbahn (KFBE). Im Gegensatz zu den anderen Bahnen in die Vororte handelte es sich hierbei um eine mit Dampf betriebene Bahn auf Meterspurgleisen. Der weitaus wichtigere Güterverkehr von Frechen zum Staatsbahnhof Ehrenfeld jedoch wurde von Anfang an als normalspurige Strecke betrieben. Im westlich von Frechen gelegenen Endpunkt Benzelrath gab es eine Umsteigemöglichkeit zu den Zügen der Bergheimer Kreisbahn, die 1913 verstaatlicht wurde. Bis 1914 wurde die Personenzugstrecke auf Normalspur umgebaut und elektrifiziert, führte jedoch auch als Linie F weiterhin eine Sonderrolle innerhalb der Kölner Vorortbahnen: Betreiber war bis 1969 die KFBE, die Züge waren als Eisenbahnfahrzeuge zugelassen. Die Züge verkehrten bis zur Kriegszerstörung eines großen Teils der Trasse im Kölner Stadtgebiet auf der Dürener Straße und endeten auf der Flandrischen Straße in der Nähe des  Rudolfplatzes. Beim Wiederaufbau wurde die Strecke zwischen dem Stadtzentrum und dem Lindenthalgürtel nicht wieder in Betrieb genommen. Die Züge nach Frechen fahren nun über die deutlich breitere Aachener Straße und den Stadtwaldgürtel. Im Jahr 1969 endete die Ära der Vorortbahnen. Die Linie nach Frechen wurde als Linie 20 in das Straßenbahnnetz übernommen und mit Straßenbahnfahrzeugen befahren. Auch wurde die stadtseitige Endhaltestelle auf den Neumarkt verlegt. Als Relikt aus der Epoche der Vorortbahnen kann betrachtet werden, dass die Linie 20 als einzige weiterhin in der Stadtmitte Kölns endete und nicht Teil einer längeren Linie wurde, die die ganze Stadt durchquerte. 1980 wurde die Linie 20 in die Linie 2 integriert, die von Frechen kommend über den Neumarkt hinausfuhr und im rechtsrheinischen Ostheim endete. Seit 1994 führte die Linie nach Zündorf und erhielt 1999 die Liniennummer 7 (Frechen–Neumarkt–Poll–Porz-Zündorf).

### Köln-Bonner Eisenbahnen: Vorgebirgsbahn und Rheinuferbahn
Zur besseren Erschließung der dicht besiedelten Region zwischen Köln und Bonn wurde von den beiden Städten in Zusammenarbeit mit den Landkreisen Köln und Bonn eine Kreisbahngesellschaft gegründet. Die von den Köln-Bonner Eisenbahnen (KBE) betriebenen Strecken der in den Jahren 1897/1898 erbauten Vorgebirgsbahn und der 1906 eröffneten Rheinuferbahn wurden ab 1976 in die Stadtbahnnetze Kölns und Bonns integriert. Weitere Informationen sind den jeweiligen Artikeln zu diesen Strecken zu entnehmen.

### Mülheimer Kleinbahn
Wie viele Städte in dieser Epoche begann auch die selbständige Stadt Mülheim am Rhein im Jahr 1903 mit dem Aufbau eines Straßenbahnnetzes, welches die Stadt auch mit dem Nachbarorten verbinden sollte. Hinderlich für die Entwicklung war jedoch die Existenz von Kölner Pferdebahnlinien auf Mülheimer Stadtgebiet, um die es mehrjährige Auseinandersetzungen mit der großen Nachbarstadt gab. Schließlich wurde der Betrieb von zwei Mülheimer Strecken der Stadt Köln durch Vertrag vom 5. Januar 1910 für zehn Jahre überlassen. Nicht in diesem Vertrag mit der Mülheimer Kleinbahnen AG in Mülheim eingeschlossen waren die zur Mülheimer Gesellschaft gehörenden Bahnlinien von Höhenberg über Mülheim nach Opladen, Dünnwald und Schlebusch. Die Schlebuscher Bahnlinie war bereits am 22. Dezember 1903 eröffnet worden und diente auch dem Güterverkehr.
Obwohl Mülheim bereits 1914 nach Köln eingemeindet wurde, dauerte es noch bis zum Jahr 1933, bis die Mülheimer Kleinbahnen von den Kölner Straßenbahnen übernommen werden konnten. Die beiden die Stadtgrenze überquerenden Linien nach Opladen und Schlebusch wurden als Linien O und S in das Vorortbahnnetz übernommen.
Eine weitere von Mülheim ausgehende Bahn ist die 1896–1898 erbaute, nicht elektrifizierte Werksbahn der Bayer AG. Sie führt von Mülheim über Köln-Stammheim und Köln-Flittard nach Leverkusen bis ins Bayer-Werk. Sie wurde zwar auch für den öffentlichen Personenverkehr benutzt, diente jedoch hauptsächlich als Werksanschluss zum Netz der Deutschen Bahn am Bahnhof Köln-Mülheim. Die Option einer Anbindung Stammheims und Flittards mit der Kölner Stadtbahn wird heute wieder diskutiert (Stand 2017).